# Lambert Croux
Lambert (Bertie) Croux (Bilzen, 6 maart 1927 - Hasselt, 8 juli 2020) was een Belgisch christendemocratisch senator en Europarlementslid.

## Levensloop
Lambert Croux werd beroepshalve bedrijfsjurist bij nv Brouwerij Alken en advocaat aan de balie van Tongeren. Van 1968 tot 1975 was hij ook de eerste voorzitter van de Economische Hogeschool Limburg en van 1972 tot 1975 de eerste voorzitter van het Limburgs Universitair Centrum.
Hij werd lid van de CVP en werd voor deze partij gemeenteraadslid en van 1953 tot 1961 schepen van Bilzen. Na zijn verhuis naar Alken werd hij daar gemeenteraadslid. Van 1961 tot 1977 was hij ook provincieraadslid en van 1967 tot 1977 gedeputeerde van de provincie Limburg.
Vervolgens zetelde hij van 1977 tot 1981 in de Belgische Senaat als rechtstreeks verkozen senator voor het arrondissement Hasselt-Tongeren-Maaseik.
In de periode mei 1977-oktober 1980 zetelde hij als gevolg van het toen bestaande dubbelmandaat ook in de Cultuurraad voor de Nederlandse Cultuurgemeenschap, die op 7 december 1971 werd geïnstalleerd. Vanaf 21 oktober 1980 tot november 1981 was hij tevens korte tijd lid van de Vlaamse Raad, de opvolger van de Cultuurraad en de voorloper van het huidige Vlaams Parlement.
Van 1979 tot 1989 zetelde hij in het Europees Parlement. In 1984 was hij lijsttrekker voor zijn partij bij de Europese verkiezingen.
Hij had vijf kinderen.